# Babakansari (Sukaluyu)
Babakansari is een bestuurslaag in het regentschap Cianjur van de provincie West-Java, Indonesië. Babakansari telt 6221 inwoners (volkstelling 2010).